# Chiesa dell'Assunzione (Zemun)
La chiesa dell'Assunzione della Beata Vergine Maria (in serbo Црква Узнесења Блажене Дјевице Марије?, Crkva Uznesenja Blažene Djevice Marije) è un edificio di culto cattolico di Zemun, municipalità della capitale serba Belgrado.

## Storia e descrizione
Dopo la conquista di Zemun da parte degli Asburgo nel 1717 e la partenza dell'Impero ottomano, la popolazione cristiana cominciò a stabilirsi in città in numero maggiore, così intorno al 1721 giunsero in città i sacerdoti dell'ordine dei Cappuccini e ricostruirono la parrocchia cattolica in 1727. Negli anni successivi trasformarono la moschea abbandonata in una chiesa e installarono una copia dell'immagine della Vergine Maria con Gesù, che tra i credenti è ancora chiamata Nostra Signora di Zemun.
Nel 1744, il sacerdote tedesco Adam Bittner subentrò ai Cappuccini e la guidò per i successivi 35 anni, durante i quali propose di costruire una nuova chiesa, lasciando quella vecchia come ricordo. Tuttavia, dopo la sua morte, nel 1784, iniziò la demolizione della vecchia chiesa, della casa parrocchiale e della scuola, e il 3 agosto 1785 fu posta la prima pietra dell'attuale edificio. La costruzione durò un intero decennio e la chiesa fu inaugurata nel 1795. Nel 1811 la torre non era ancora del tutto terminata.
L'edificio della chiesa è a navata unica con volta semicircolare ed è progettato in stile Impero con elementi barocchi. La chiesa è rivolta a est e non a ovest come è prassi per le chiese cattoliche. L'interno è stato rimaneggiato negli anni '80 del secolo scorso, l'ultimo restauro degli interni è stato fatto nel 2006, mentre l'organo del 1910 è stato ristrutturato nel 2009.